# ارمک‌محله
ارمک محله، روستایی است از منطقه چهارمحل آهی از توابع بخش مرکزی شهرستان محمودآباد در استان مازندران ایران.

## جمعیت
این روستا در دهستان هرازپی غربی قرار دارد و براساس سرشماری مرکز آمار ایران در سال ۱۳۸۵، جمعیت آن ۴۱۴ نفر (۱۱۲خانوار) بوده‌است.